# Waldemar Thrane
Waldemar Thrane, född 8 oktober 1790 i Kristiania, död 30 december 1828 i Kristiania, var en norsk musiker.

## Biografi
Waldemar Thrane föddes 8 oktober 1790 i Kristiania. Thrane spelade tidigt med i en symfoniorkester av amatörer i hans föräldrahem, studerade sedan i Köpenhamn och Paris, blev 1817 i Kristiania anförare för Det Dramatiske Selskabs orkester och i Det musikalske Lyceum samt bildade en stråkkvartett. Han var skicklig violinist (konserterade bland annat i Stockholm 1819) och god dirigent. Thrane komponerade kantater, uvertyrer och danser för orkester samt det första norska sångspelet, Fjeldeventyret (med libretto av Bjerregaard; "Ett äfventyr i norska fjellen", uppfört i Stockholm 1861). Han avled 30 december 1828 i Kristiania.
Fjeldeventyret filmatiserades 1927 i regi av Leif Sinding, se Fjeldeventyret.